# Paul Rowe
Paul Edward „Rowsie” Rowe (Somerville, Massachusetts, 1914. május 5. –  Wynnewood, Pennsylvania, 1993. augusztus 28.) olimpiai bronzérmes amerikai     jégkorongozó.
A Bostoni Egyetemen volt golfozó és jégkorongozó. 1935-ben végzett.
Az 1936. évi téli olimpiai játékokon, a jégkorongtornán, Garmisch-Partenkirchenban játszott az amerikai válogatottban. Az első fordulóban csak a második helyen jutottak tovább a csoportból, mert az olasz csapat legyőzte őket hosszabbításban. A németeket 1–0-ra, a svájciakat 3–0-ra verték. A középdöntőből már sokkal simábban jutottak tovább. Három győzelem és csak a svédek tudtak ütni nekik 1 gólt. A négyes döntőben viszont kikaptak Kanadától 1–0-ra és 0–0-t játszottak a britekkel, valamint megverték a csehszlovákokat 2–0-ra és így csak bronzérmesek lettek. 8 mérkőzésen játszott és 2 gólt ütött a svédeknek.
Az olimpia után 1941-ig játszott amatőrként. Végül egy jól menő biztosítási cégnél dolgozott.